# Gerda Rottschalk
Gerda Elisabeth Berta Rottschalk, geborene Gerda Berndt, (* 26. Juni 1920 in Berlin; † 8. August 2001 in Berlin) war eine deutsche Journalistin und Schriftstellerin.

## Leben
Gerda Rottschalk war die Tochter eines Glasers und einer Schneiderin. Sie absolvierte die Handelsschule und war von 1936 bis 1945 Angestellte in einer Bank. Nach Beendigung des Zweiten Weltkriegs übernahm sie das Amt einer Neulehrerin und unterrichtete von 1946 bis 1955 Unterstufenschüler. Ab 1961 war sie als freie Journalistin und Sachbuchautorin tätig. Bekannt wurde sie vor allem durch ihre populärwissenschaftlichen Kindererzählungen zu den Themenkomplexen Frühzeit der Menschen, Indianer und Antike, die jeweils vier Bände umfassen und in der DDR sehr beliebt waren.
Gerda Rottschalk hatte einen Sohn. Beerdigt ist sie auf dem Auferstehungsfriedhof in Berlin-Weißensee.

## Werke
Fast alle ihre Bücher sind im Kinderbuchverlag Berlin erschienen.
Frühzeit der Menschen
- Das Feuertier. 1970
- Die Wildpferdjäger. 1970
- Die Kinder Sumuts. 1971
- Der Tempelschreiber. 1971
- Vom Feuertier und den Wildpferdjägern. 1980 (Sammelband mit allen vier Erzählungen)

NVA
- Die Mutprobe. 1974
- Der Panzerkommandant. 1974

Indianer
- Die ersten Indianer. 1977
- Die Schlangentänzer. 1978
- Die Große Sonne. 1980
- Kampf am Wounded Knee. 1981
- Schlangentänzer und Große Sonne. 1988 (Sammelband mit allen vier Erzählungen)

Antike
- Ein Garten für Amytis. 1982
- Kleon und Sosias. 1986
- Der Sohn des Prokurators. 1986
- Meister der bunten Steine. 1989

nach 1989 erschienen
- Pitsche patsche Peter. (Gerda Rottschalk / Rudolf Schultz-Debowski), 2010, Leiv Leipziger Kinderbuch, ISBN 3-89603-361-1